# Gallisch
Gallisch is (in de oorspronkelijke vorm) een uitgestorven P-Keltische taal die men in Gallië (een groot deel van West-Europa, vaak synoniem voor het gebied van het huidige Frankrijk) sprak voor de Romeinen en later de Franken de regio binnenvielen. Het behoort tot de vasteland-Keltische talen, een groep van Keltische talen die nu volledig is uitgestorven. Het Gallisch is slechts bekend van schaarse, kleine geschreven teksten en vermeldingen bij klassieke auteurs. De langste ervan zijn de Kalender van Coligny (60 verschillende woorden) en de magische tabletten van Larzac (ruim 160 woorden) en Chamalières (47 woorden). Het Gallisch werd geschreven in verschillende alfabetten: het Griekse, het Latijnse en ook het Etruskische.
De morfologie van het Gallisch kende tamelijk ingewikkelde verbuigingen, in 6 of 7 naamvallen. Door de culturele en politieke overheersing van Rome ging het Gallisch langzaamaan verloren. In sommige gebieden hield de taal echter stand tot aan de verovering van Gallië door de Franken in de 5e eeuw. Gregorius van Tours vermeldde in de 6e eeuw in zijn geschriften dat in zijn streek nog wat mensen Gallisch spraken.
Er zijn elementen van het Gallisch overgebleven in het Frans en in nog grotere mate in het Waals. Deze invloeden zijn echter zeer gering. In Zuid-Nederland en België zijn toponiemen te vinden die een Keltische, vermoedelijk Gallische oorsprong hebben. Voorbeelden hiervan zijn Ardennen (< Arduinna), Gent (< Ganda of Gonda), Heerlen (< Corriovallo) en Nijmegen (< Noviomagos).
Ook zijn er elementen gereconstrueerd door de Zwitserse folkmetalband Eluveitie, in samenwerking met wetenschappers. Verder is er een website genaamd Modern Gaulish opgezet waar deze gereconstrueerde vorm geleerd kan worden. Heden ten dage is er dan ook een kleine gemeenschap ontstaan die deze vorm van het Gallisch spreekt. De taal wordt deels op basis van het Latijn en op basis van oude teksten gereconstrueerd. Verder is er in 2017 een boek genaamd Cnus'Vláthu Galáthach: A Modern Gaulish Anthology gepubliceerd. Het boek bevat 146 pagina's met gedichten en proza's in het gereconstrueerde Gallisch, geschreven door negen auteurs.

## Belangrijkeklankverschuivingen
- Het Gallisch verving de PIE stemloze labiovelaar kʷ door p (vandaar de benaming P-Keltisch), een ontwikkeling die zich ook voorgedaan heeft in de Brythonische tak van de Keltische talen (evenals in het Grieks en het Oskisch-Umbrisch), terwijl de andere Keltische vertakking, het 'Q-Keltisch', de labiovelaar bewaarde. Vandaar dat het Gallische woord voor ‘zoon’ mapos luidde[6], in tegenstelling tot het Primitief-Ierse *maqqas (geattesteerd in de genitief, maqqi), wat mac (gen. mic) geworden is in het Iers. In de hedendaagse Welsh en Bretons (P-Keltische talen) komt het woord mab (of zijn samengetrokken vorm ap/ab) nog voor in familienamen. Op dezelfde manier luidde een Gallisch woord voor ‘paard’ epos (maar ook geattesteerd als verouderd eqos; Oudwelsh en Oudcornish ep), terwijl het Oudiers hier ech gebruikt, het Iers en Schots-Gaelisch each en het Manx agh; al deze vormen gaan terug op het Indo-Europese *eḱu̯os.[7]
- De stemhebbende labiovelaar gʷ werd w, bijv. gʷediūmi > uediiumi ‘ik bid’ (vgl. Iers guidhim, Welsh gweddi ‘bidden’).
- PIE tˢt werd /tˢ/, in Latijns alfabet gespeld als ð, bijv. *nedz-tamos > neððamos (vgl. Iers nesamh ‘dichtstbijzijnde’, Welsh nesaf ‘volgende’).
- PIE eu werd ou, later ō, bijv. *teutā > touta > tōta ‘(volks)stam’ (vgl. Iers tuath, Welsh tud ‘volk’).
- Bovendien veranderde de intervocalische /st/ in een affricaat [ts] (alveolaire stop + stemloze alveolaire stop), de intervocalische /sr/ veranderde in [ðr] en /str/ in [þr]. Wanneer ten slotte een labiale of velaire stop vóór een /t/ of een /s/ stond, versmolten de twee klanken tot de fricatief [x].

## Vormleer
Wegens het gebrek en de aard van de geschreven getuigenissen is het heel moeilijk om de vormleer van de Gallische taal te reconstrueren.

### Verbuigingen
Het lijkt min of meer zeker dat er minstens vijf naamvallen waren: nominatief, accusatief, genitief, datief en instrumentalis/sociatief; het bestaan van een locatief wordt verondersteld voor de verbuiging van de o-stammen; de vocatief is niet zeker.
Voor zover de verbuiging bekend is, stelt ze een soort intermediaire toestand tussen Grieks en Latijn voor.

#### Stam op-o
De naamwoorden met een stam op -o (die overeenstemmen met de tweede verbuiging van Grieks en Latijn) zijn het best geattesteerd. Zoals de moderne Romaanse talen hebben de moderne Keltische talen geen onzijdig geslacht meer, vandaar de moeite die men heeft om het geslacht van verscheidene Gallische woorden te bepalen.
Deze categorie verbuigt men als volgt (voorbeelden: viros, "man" [mannelijk] en nemeton, "heiligdom" [onzijdig]) :
|                    | viros: "man" (mann.) | viros: "man" (mann.) | nemeton: "heiligdom" (onz.) | nemeton: "heiligdom" (onz.) |
|                    | enkelvoud            | meervoud             | enkelvoud                   | meervoud                    |
| nominatief         | vir-os               | vir-oi > -i          | nemet-on                    | nemet-a                     |
| accusatief         | vir-on, -om          | vir-us               | nemet-on                    | nemet-a                     |
| genitief           | vir-i                | vir-on               | nemet-i                     | nemet-on                    |
| datief             | vir-ui > -u          | vir-obo              | nemet-ui                    | nemet-obo                   |
| instr. / sociatief | vir-u                | vir-obi              | nemet-u                     | nemet-obi                   |
| 1.                 |                      |                      |                             |                             |

De genitief op -i lijkt een vernieuwing te zijn die eigen is aan de westelijke Indo-Europese talen (waaronder Latijn en de Keltische talen). Als instrumentalis meervoud zou men -us verwachten, maar er zijn ook vormen op -obi geattesteerd (messamobi, gandobi) en er zijn misschien analogische vormingen in het spel, zoals in het Oudiers.

#### Stam op-a
De verbuiging met stam op -a komt overeen met de eerste verbuiging in Latijn en Grieks. Een bijzondere categorie binnen dit paradigma vormen de stammen op -i/ia die men ook in het Sanskriet terugvindt. Het geslacht is steeds vrouwelijk. In laat Gallisch neigen deze twee types naar een versmelting. Deze categorie verbuigt men als volgt (voorbeelden: touta, "volk" en riganîa, "koningin"):
|                    | touta: "volk"   | touta: "volk" | riganîa: "koningin" | riganîa: "koningin" |
|                    | enkelvoud       | meervoud      | enkelvoud           | meervoud            |
| nominatief         | tout-a          | tout-as       | rigan-ia            | rigan-ias           |
| accusatief         | tout-an, -en    | tout-as       | rigan-im            | rigan-ias           |
| genitief           | tout-as, -ias   | tout-anon     | rigan-ias           | rigan-ianon         |
| datief             | tout-ai > e > i | tout-abo      | rigan-i             | rigan-iabo          |
| instr. / sociatief | tout-ia         | tout-abi      | rigan-ia            | rigan-iabi          |

#### Andere stammen
De andere verbuigingen op klinkerstammen zijn weinig betuigd, maar kunnen wel gereconstrueerd worden (aangeduid door * in de voorbeelden). Het gaat om athematische stammen op halfmedeklinkers, waarvan de verbuiging erg nauw aansluit bij de derde verbuiging in het Latijn:
Half(mede)klinker -i (voorbeelden: vatis, "ziener" [mannelijk] en mori, "zee" [onzijdig]):
|                    | vatis: "ziener" (mann.) | vatis: "ziener" (mann.) | mori: "zee" (onz.) | mori: "zee" (onz.) |
|                    | enkelvoud               | meervoud                | enkelvoud          | meervoud           |
| nominatief         | vat-is                  | vat-is < -eis           | mor-i              | mor-ia             |
| accusatief         | vat-in, -im             | vat-îs                  | mor-i              | mor-ia             |
| genitief           | vat-es < -eos           | vat-ion                 | mor-es             | mor-ion            |
| datief             | vat-e                   | vat-ibo* > ebo          | mor-e              | mor-ibo*           |
| instr. / sociatief | vat-î*                  | vat-ibi* > ebi          | mor-î*             | mor-ibi*           |

Half(mede)klinker -u (voorbeelden: magus, "jongen" [mannelijk] en medu, "mede" [onzijdig]):
|                    | magus: "jongen" (mann.) | magus: "jongen" (mann.) | medu: "mede" (onz.) | medu: "mede" (onz.) |
|                    | enkelvoud               | meervoud                | enkelvoud           | meervoud            |
| nominatief         | mag-us                  | mag-oues                | med-u               | med-ua*             |
| accusatief         | mag-un                  | mag-us*                 | med-u               | med-ua*             |
| genitief           | mag-os < ous            | mag-uon                 | med-os              | med-uon             |
| datief             | mag-ou                  | mag-uebo                | med-ou              | med-uebo            |
| instr. / sociatief | mag-u                   | mag-uebi*               | med-u               | med-uebi*           |

### Vervoegingen
Over de werkwoordsvervoeging is nog minder bekend. Het lijkt erop dat het Gallisch, net als het Grieks, de Indo-Europese vervoegingen op -mi (athematisch) en op -o (thematisch) bewaard had. Het Gallisch zou, zoals het Grieks, vijf wijzen: indicatief, conjunctief, optatief, imperatief en infinitief (onder de vorm van een verbaal naamwoord) en ten minste drie tijden: heden, toekomst, verleden gehanteerd hebben.

#### De infinitief
Onder de moderne Keltische talen hebben het Bretons, Welsh en Manx een infinitief bewaard. Het Iers heeft hem verloren.
Het is mogelijk dat het Gallisch een infinitief op -AN gekend heeft, in lijn met het Germaans. Het hedendaagse Bretons bezit dergelijke infinitieven.

## Voorbeeld
| Gallisch:   | Segomaros Villoneos toutius namausatis eioru Belesamin sosin nemeton.                                             |
| Nederlands: | Segomaros, zoon van Villonos (of Villu), burger van Nîmes, heeft voor (de godin) Belesama dit heiligdom gesticht. |

## Spreekwoord
Het begrip Gallisch komt ook voor in een gezegde, namelijk 'ergens gallisch van worden'. Wie gallisch is, is boos of verbolgen. De term gallisch in dit gezegde komt uit het Hebreeuws en heeft niets met Galliërs of de Gallische taal te maken.
- Bibliothèque nationale de France: cb11944979d (data)
- Gemeinsame Normdatei: 4155858-3
- Library of Congress Control Number: sh85053545
- Nationale Bibliotheek van Israël: 987007560463405171